# Хуго фон Рехберг
Хуго фон Рехберг (на немски: Hugo von Rechberg; † между 13 март и 19 април 1468) от благородническия швабски род Рехберг, е господар на Рехберг, Шарфенберг (в Донцдорф), Хоенрехберг (при Швебиш Гмюнд) в регион Щутгарт.

## Произход
Той е син, единадасетото дете, на Албрехт фон Рехберг († 1426), господар на Илерайхен, Илербойрен, Рехбергхаузен и Келмюнц в Швабия, и съпругата му Маргарета фон Верденберг-Зарганс († сл. 1451), дъщеря на граф Еберхард II фон Верденберг-Зарганс († 1416) и Анна фон Цимерн († 1445). Внук е на Гебхард I фон Рехберг-Илерайхен († 1395/1397) и Маргарета фон Хоенцолерн († 1433), дъщеря на граф Фридрих фон Хоенцолерн († 1365). Брат е на Гауденц фон Рехберг, господар в Илерайхен, Илербойрен-Келмюнц, вюртемберски съветник († 23 април 1460). Другите му братя почти всички са духовници.
Клонът на фамилията му изчезва през 1547 г. с Георг Рехберг цу Рехберг, внук на синът му Йохан I фон Рехберг.

## Фамилия
Хуго фон Рехберг се жени на 29 март 1433 г. за Агнес фон Тирщайн († 1470), вдовица на херцог Улрих II фон Тек († 7 август 1432), дъщеря на пфалцграф Йохан II фон Тирщайн († 1455) и Гертруд фон Винек († сл. 1445). Те имат пет деца:
- Албрехт фон Рехберг-Рамсберг († 1 май 1502), господар на Рамсберг, императорски съветник, женен I. за Елизабет фон Елтер († 1475), II. пр. 5 април 1478 г. за Гертруд († сл. 1478), III. за Хилдегард фон Хюрнхайм
- Вилхелм фон Рехберг († 28 октомври 1503, погребан в катедралата в Айхщет), каноник в Елванген (1461 – 1499 и 1500 – 1503), домхер в Аугсбург (ок. 1485 – 1491)
- Хуго фон Рехберг († пр. 23 юни 1497)
- Агнес фон Рехберг († 1495), омъжена 1458 г. за Йохан фон Щамхайм († сл. 1458)
- Йохан I фон Рехберг († 1497/1499), господар на Равенщайн и Шарфенберг, женен за Маргарета фон Тройхтлинген († сл. 1490)
- Осана фон Рехберг, омъжена за фон Елербах